# Coppa del Belgio (pallavolo maschile)
La Coppa del Belgio è una competizione pallavolistica per squadre di club belghe maschili, organizzata con cadenza annuale dalla FRBV.

## Edizioni
| Edizione         | Edizione          | Podio               | Podio     | Podio               |
| Anno             | Sede della finale | Campione            | Risultato | Finalista           |
| ---------------- | ----------------- | ------------------- | --------- | ------------------- |
| 1967-68 Dettagli | -                 | Brabo               | -         | -                   |
| 1968-69 Dettagli | -                 | Rembert Torhout     | -         | -                   |
| 1969-70 Dettagli | -                 | Rembert Torhout     | -         | -                   |
| 1970-71 Dettagli | -                 | Rembert Torhout     | -         | -                   |
| 1971-72 Dettagli | -                 | Rebels Lier         | -         | -                   |
| 1972-73 Dettagli | -                 | Rebels Lier         | -         | -                   |
| 1973-74 Dettagli | -                 | ASUB Bruxelles      | -         | -                   |
| 1974-75 Dettagli | -                 | Red Star Leuven     | -         | -                   |
| 1975-76 Dettagli | -                 | Genk                | -         | -                   |
| 1976-77 Dettagli | -                 | Kortrijk            | -         | -                   |
| 1977-78 Dettagli | -                 | Rembert Torhout     | -         | -                   |
| 1978-79 Dettagli | -                 | Kortrijk            | -         | -                   |
| 1979-80 Dettagli | -                 | Kortrijk            | -         | -                   |
| 1980-81 Dettagli | -                 | Kortrijk            | -         | -                   |
| 1981-82 Dettagli | -                 | Kruikenburg Ternat  | -         | -                   |
| 1982-83 Dettagli | -                 | Kortrijk            | -         | -                   |
| 1983-84 Dettagli | -                 | Herentals           | -         | -                   |
| 1984-85 Dettagli | -                 | Asse-Lennik         | -         | -                   |
| 1985-86 Dettagli | -                 | Maaseik             | -         | -                   |
| 1986-87 Dettagli | -                 | Zonhoven            | -         | -                   |
| 1987-88 Dettagli | -                 | Rembert Torhout     | -         | -                   |
| 1988-89 Dettagli | -                 | Roeselare           | -         | -                   |
| 1989-90 Dettagli | -                 | Roeselare           | -         | -                   |
| 1990-91 Dettagli | -                 | Maaseik             | -         | -                   |
| 1991-92 Dettagli | -                 | Asse-Lennik         | -         | -                   |
| 1992-93 Dettagli | -                 | Asse-Lennik         | -         | -                   |
| 1993-94 Dettagli | -                 | Roeselare           | -         | -                   |
| 1994-95 Dettagli | -                 | Rembert Torhout     | -         | -                   |
| 1995-96 Dettagli | -                 | Zonhoven            | -         | -                   |
| 1996-97 Dettagli | -                 | Maaseik             | -         | -                   |
| 1997-98 Dettagli | -                 | Maaseik             | -         | -                   |
| 1998-99 Dettagli | -                 | Maaseik             | -         | -                   |
| 1999-00 Dettagli | -                 | Roeselare           | -         | -                   |
| 2000-01 Dettagli | -                 | Maaseik             | -         | -                   |
| 2001-02 Dettagli | -                 | Maaseik             | -         | -                   |
| 2002-03 Dettagli | -                 | Maaseik             | -         | -                   |
| 2003-04 Dettagli | -                 | Maaseik             | -         | -                   |
| 2004-05 Dettagli | -                 | Roeselare           | -         | -                   |
| 2005-06 Dettagli | -                 | Roeselare           | -         | -                   |
| 2006-07 Dettagli | -                 | Maaseik             | -         | -                   |
| 2007-08 Dettagli | -                 | Maaseik             | -         | -                   |
| 2008-09 Dettagli | -                 | Maaseik             | -         | -                   |
| 2009-10 Dettagli | -                 | Maaseik             | -         | -                   |
| 2010-11 Dettagli | -                 | Roeselare           | -         | -                   |
| 2011-12 Dettagli | Anversa           | Maaseik             | 3 - 0     | Asse-Lennik         |
| 2012-13 Dettagli | Anversa           | Roeselare           | 3 - 1     | Maaseik             |
| 2013-14 Dettagli | Anversa           | Topvolley Antwerpen | 3 - 2     | Roeselare           |
| 2014-15 Dettagli | Anversa           | Asse-Lennik         | 3 - 0     | Topvolley Antwerpen |
| 2015-16 Dettagli | Anversa           | Roeselare           | 3 - 0     | Topvolley Antwerpen |
| 2016-17 Dettagli | Anversa           | Roeselare           | 3 - 0     | Maaseik             |
| 2017-18 Dettagli | Anversa           | Roeselare           | 3 - 1     | Maaseik             |
| 2018-19 Dettagli | Anversa           | Roeselare           | 3 - 1     | Aalst               |
| 2019-20 Dettagli | Anversa           | Roeselare           | 3 - 1     | Aalst               |
| 2020-21 Dettagli | Anversa           | Roeselare           | 3 - 1     | Maaseik             |
| 2021-22 Dettagli | Anversa           | VDK Gent            | 3 - 1     | Aalst               |
| 2022-23 Dettagli | Anversa           | Roeselare           | 3 - 0     | Menen               |
| 2023-24 Dettagli | Anversa           | Roeselare           | 3 - 1     | Menen               |

## Palmarès
| Squadra             | Titolo | Edizione |
| ------------------- | ------ | --- |
| Roeselare           | 16     | 1988-89, 1989-90, 1993-94, 1999-00, 2004-05, 2005-06, 2010-11, 2012-13, 2015-16, 2016-17, 2017-18, 2018-19, 2019-20, 2020-21, 2022-23, 2023-24 |
| Maaseik             | 14     | 1985-86, 1990-91, 1996-97, 1997-98, 1998-99, 2000-01, 2001-02, 2002-03, 2003-04, 2006-07, 2007-08, 2008-09, 2009-10, 2011-12                   |
| Rembert Torhout     | 6      | 1968-69, 1969-70, 1970-71, 1977-78, 1987-88, 1994-95                                                                                           |
| Kortrijk            | 5      | 1976-77, 1978-79, 1979-80, 1980-81, 1982-83 |
| Aalst               | 4      | 1984-85, 1991-92, 1992-93, 2014-15 |
| Rebels Lier         | 2      | 1973-74, 1972-73 |
| Zonhoven            | 2      | 1986-87, 1995-96 |
| Brabo               | 1      | 1967-68 |
| ASUB Bruxelles      | 1      | 1973-74 |
| Red Star Leuven     | 1      | 1974-75 |
| Genk                | 1      | 1975-76 |
| Kruikenburg Ternat  | 1      | 1981-82 |
| Herentals           | 1      | 1983-84 |
| Topvolley Antwerpen | 1      | 2013-14 |
| VDK Gent            | 1      | 2021-22 |